# Mario Castellacci
Mario Castellacci (ur. 16 lipca 1924 w Reggio di Calabria, zm. 4 grudnia 2002 w Todi) – włoski dziennikarz, dramaturg i autor tekstów piosenek.

## Życiorys
Castellacci urodził się w Reggio di Calabria, ale jeszcze jako dziecko przeprowadził się wraz z rodzicami do Monsummano Terme w prowincji Pistoia. Jak sam wyznał w autobiografii, przyjaźnił się z Ivo Livim, znanym później jako Yves Montand. Mając 19 lat, 8 września 1943, wstąpił do wojska. Napisał wówczas piosenkę Le donne non ci vogliono più bene (pol. Nie kręcimy już kobiet), która stała się swego rodzaju nieoficjalnym hymnem faszystkowskiej Republikańskiej Gwardii Narodowej (wł. Guardia Nazionale Repubblicana).
Po II wojnie światowej rozpoczął karierę jako dziennikarz i autor tekstów satyrycznych. Współpracował z mediolańskim tygodnikiem satyrycznym "Candido" Giovanniego Guareschiego, z Cronache italiane oraz z antykomunistycznym Lo Specchio. W 1963 został zatrudniony przez RAI jako wiceszef redakcji Giornale Radio i odpowiedzialny za Speciale Gr. Zdobył rozgłos w 1965 zakładając wraz z Pier Francesco Pingitore i Oreste Lionello kabaret "Il Bagaglino". Castellacci pisał dla niego teksty przez ponad 30 lat. Jako autor współpracował również z twórcami różnych programów rozrywkowych, takich jak: Mazzabubù, Dove sta Zazà, Viva l'Italia, Saluti e baci. Pisał teksty dla programów z Gigi Proiettim: Fantastico 4, Di che vizio sei? i Club 92.
Spod ręki Castellacciego wychodziły scenariusze komedii teatralnych i musicali, w tym najsławniejszego, opartego na biografii św. Franciszka z Asyżu Forza venite gente (1981). Pisał teksty piosenek dla Gabrielli Ferri (Sempre) i Domenico Modugno (Non sia mai, Un calcio alla città, Dove, come e quando).
W 1998 Castellacci wydał swoją autobiografię La memoria bruciata, w której opisał lata dzieciństwa i młodości, również okres służby wojskowej. Pod koniec życia artysta angażował się w propagowanie teatru wśród młodzieży. W 1987 założył w Todi szkółkę teatralną Todeon, która w 1995 przekształciła się w grupę teatralną Compagnia dei Toderelli przy oratorium Santo Stefano. Zmarł 4 grudnia 2002. Został pochowany na cmentarzu Bassano w Teverina.
W 2005, z inicjatywy wdowy po Castellaccim, założono Associazione Teatrale Amici di Mario Castellacci. Stowarzyszenie przyznaje rokrocznie nagrodę jego imienia. W 2008 miasto Todi dedykowało artyście taras widokowy przed kościołem Santa Maria della Consolazione.